# Spring Fever (film fra 1919)
Spring Fever er en amerikansk stumfilm fra 1919.

## Medvirkende
- Harold Lloyd
- Snub Pollard
- Bebe Daniels
- George K. Arthur
- Ray Brooks